# Claude Daude
Claude Daude est un homme politique français né le 26 février 1765 à Chaudes-Aigues (Cantal) et mort le 8 septembre 1835 à Espalion (Aveyron).

## Biographie
Juge de paix du canton de Sainte-Geneviève-sur-Argence, il est député de l'Aveyron de 1831 à 1834, siégeant dans la majorité soutenant les ministères de la Monarchie de Juillet.

## Sources
- « Claude Daude », dans Adolphe Robert et Gaston Cougny, Dictionnaire des parlementaires français, Edgar Bourloton, 1889-1891 [détail de l’édition]